# Ambasada Węgier w Mińsku
Ambasada Węgier w Mińsku (węg. Magyarország Nagykövetsége Minszk, biał. Пасольства Венгрыі ў Мінску) – misja dyplomatyczna Węgier w Republice Białorusi.

## Historia
Węgry nawiązały stosunki dyplomatyczne z Białorusią 12 lutego 1992. Ambasadę Węgier w Mińsku otworzono w grudniu 2007.
Najwyższym przedstawicielem władz węgierskich, który odwiedził Białoruś, był minister spraw zagranicznych i handlu Węgier Péter Szijjártó.